# Seiken Gakuin no Makentsukai
Seiken Gakuin no Makentsukai (聖剣学院の魔剣使い) ist eine Light-Novel-Reihe von Yū Shimizu, die seit 2019 erscheint. Die Reihe ist in den Gattungen Fantasy und Harem zu verorten.
Die Romanreihe wird durch den Verlag Media Factory in dessen Magazin MF Bunko J publiziert. Shimizu startete ab November 2019 eine Umsetzung als Manga. Im Oktober 2021 wurde die Produktion einer Anime-Fernsehserie angekündigt, die knapp zwei Jahre später im japanischen Fernsehen startete und international unter dem Titel The Demon Sword Master of Excalibur Academy gezeigt wird.
Die Geschichte dreht sich um den Dämonenkönig Leonis, der nach einem tausendjährigen Schlaf wieder auferstanden ist und sich in einer ihm völlig fremden Welt zurechtfinden muss.

## Handlung
Vor eintausend Jahren tobte ein Krieg zwischen der Menschheit und Dämonen. Angeführt von den sechs dunklen Königen schienen die Dämonen die Oberhand in diesem Krieg und die Menschen an den Rand der Auslöschung gebracht zu haben.
Schließlich setzten die Menschen ihre Hoffnungen in die Kraft von sechs Helden und die dunklen Könige fielen einer nach dem anderen. Im Jahre 447 des heiligen Kalenders fiel auch der letzte dunkle König, Leonis Death Magnus, gegen die Helden. Doch bevor seine Hauptstadt Necrozoa von den Menschen eingenommen werden konnte, versiegelte er seinen eigenen Körper und wirkte einen Wiederbelebungszauber auf sich selbst. Kurz vor seiner Versiegelung erklärte er, dass die Menschen diesen Krieg gewonnen hätten, er aber in eintausend Jahren wiederauferstehen werde, um den Auftrag, den er von der Göttin der Rebellion erhalten habe, fortzusetzen und die Menschheit zu erobern.
Eintausend Jahre später entdeckt ein junges Mädchen namens Riselia Ray Crystalia die antiken Ruinen von Leonis’ Mausoleum. Versehentlich wird Leonis Siegel durch das Mädchen gebrochen und er erwacht im Körper eines zehnjährigen Menschenjungen. Fälschlicherweise hält Riselia den Jungen für ein Flüchtlingskind, welches vor den Voids, einer Monsterklasse unbekannter Herkunft, geflohen ist und beschließt, ihn bei sich aufzunehmen. Allerdings werden sie und Leonis von den Voids angegriffen. Im Zuge des Gefechts wird Riselia tödlich verletzt und später von Leonis als Vampir wiederbelebt, nachdem dieser die Monster vernichtet hat.
Riselia, die nach ihrer Reinkarnation ihre früheren Erinnerung behalten hat, bringt den Jungen zu einer geschützten Einrichtung, dem 7th Assault Garden, einer mobilen und künstlichen Insel. Dort angekommen beginnt Leonis seine Mission, herauszufinden was mit der Welt während seines Schlafes passiert ist.

## Charaktere

### Hauptcharaktere
Leonis Death Magnus (レオニス・デス・マグナス, Reonisu Desu Magunasu)
Einer der sechs dunklen Könige, der König der Untoten. Er war der stärkste aller dunklen Könige. Als sein Reich im Krieg gegen die Menschheit fällt, versiegelt er seinen eigenen Körper und wirkt einen Wiederbelebungszauber auf sich selbst, um eintausend Jahre später wieder zu erwachen.
Wiedererwacht im Körper eines zehnjährigen Menschenjungen versucht Leonis mit der Hilfe des Mädchens Riselia Ray Crystalia sich an die neue Umgebung anzupassen und beginnt im Hintergrund, seinen ursprünglichen Plan in die Tat umzusetzen um den Wunsch der Göttin der Rebellion zu erfüllen.
Riselia Ray Crystalia (リーセリア・レイ・クリスタリア,  Rīseria Rei Kurisutaria)
Ein junges Mädchen mit silberfarbenen Haar, welches während der Erkundung der Ruinen von Leonis’ Mausoleum, versehentlich das Siegel seines Schlafes löst. Sie wird bei einem Angriff der Voids tödlich verletzt und von Leonis als Vampirin wiederbelebt.

### Seventh Assault Garden
Regina Mercedes (レジーナ・メルセデス, Rejīna Merusedesu)
Riselias Kindheitsfreundin und deren persönliche Maid. Sie wurde in die Königsfamilie O’ltriese geboren und war die vierte Prinzessin des Integrated Empire. Aufgrund eines Aberglaubens wurde sie aus der Familie verbannt und ihre jüngere Schwester Altiria übernahm ihren Platz als Prinzessin.
Elfiné Phillet (エルフィーネ・フィレット, Erufīne Firetto)
Eine fürsorgliche Senpai, die als Telepathin in Riselias Gruppe fungiert. In ihrer Vergangenheit hat sie viele Kameraden an die Voids verloren. Ihr heiliges Schwert ist auf Unterstützung spezialisiert. Früher war allerdings eine Angreiferin mit starker Kampfkraft.
Sakuya Sieglinde (咲耶・ジークリンデ, Sakuya Jīkurinde)
Eine junge Schwertkämpferin und nach Leonis das jüngste Mitglied in Riselias Gruppe.

## Medien

### Light Novel
Yū Shimizu startete die Romanreihe am 25. Mai 2019. Diese erscheint im Magazin MF Bunko J des Verlages Media Factory Seit dem 25. Mai 2019 wurden bis August des Jahres 2023 wurden dreizehn Bände veröffentlicht. Der US-amerikanische Verlag Yen Press kündigte im November 2019 an, die Reihe in englischer Sprache zu veröffentlichen.
Die Zeichnungen werden von Asagi Tōsaka beigesteuert.
| Band | Veröffentlichung (Japan) | ISBN (Japan)            |
| ---- | ------------------------ | ----------------------- |
| 1    | 25. Mai 2019             | ISBN 978-4-04-065672-4. |
| 2    | 25. September 2019       | ISBN 978-4-04-064003-7. |
| 3    | 24. Januar 2020          | ISBN 978-4-04-064331-1. |
| 4    | 25. Mai 2020             | ISBN 978-4-04-064657-2. |
| 5    | 25. September 2020       | ISBN 978-4-04-064944-3. |
| 6    | 25. Januar 2021          | ISBN 978-4-04-680164-7. |
| 7    | 25. Mai 2021             | ISBN 978-4-04-680443-3. |
| 8    | 25. Oktober 2021         | ISBN 978-4-04-680844-8. |
| 9    | 25. Februar 2022         | ISBN 978-4-04-681186-8. |
| 10   | 24. Juni 2022            | ISBN 978-4-04-681472-2. |
| 11   | 25. November 2022        | ISBN 978-4-04-681935-2. |
| 12   | 25. März 2023            | ISBN 978-4-04-682325-0. |
| 13   | 25. Juli 2023            | ISBN 978-4-04-682661-9. |

### Manga
Shimizu und Asuka Keigen starteten im November des Jahres 2019 eine Umsetzung als Mangareihe, die im Magazin Monthly Shōnen Ace des Verlages Kadokawa Shoten erscheint. Bis Oktober 2023 wurden sieben Bände im Tankōbon-Format veröffentlicht.
Auf der Sakura-Con im Jahr 2022 kündigte Yen Press die Veröffentlichung der Mangareihe in englischer Sprache an.
| Band | Veröffentlichung (Japan) | ISBN (Japan)            |
| ---- | ------------------------ | ----------------------- |
| 1    | 26. Mai 2020             | ISBN 978-4-04-109444-0. |
| 2    | 26. Oktober 2020         | ISBN 978-4-04-109445-7. |
| 3    | 26. Mai 2021             | ISBN 978-4-04-111370-7. |
| 4    | 26. Oktober 2021         | ISBN 978-4-04-111930-3. |
| 5    | 24. Juni 2022            | ISBN 978-4-04-112631-8  |
| 6    | 25. März 2023            | ISBN 978-4-04-113361-3. |
| 7    | 26. September 2023       | ISBN 978-4-04-114115-1. |

### Anime-Fernsehserie
Am 21. Oktober 2021 wurde die Produktion einer Anime-Fernsehserie angekündigt, die im Animationsstudio Passione unter der Regie von Hiroyuki Morita entsteht. Das Drehbuch wird von Kunihiko Okada geschrieben, das Charakterdesign von Takayuki Noguchi und Satsuki Hayasaka basierend auf den Originalillustrationen von Asagi Tōsaka entworfen, während Yūji Nomi die Musik komponiert.
Das Lied im Vorspann ist Sen-nen Ai der japanischen Sängerin Chiai Fujikawa; der Abspanntitel Yururi wird von Kaho gesungen. Die zwölf Episoden umfassende Serie startete am 3. Oktober 2023 auf TV Tokyo und BS Fuji im japanischen Fernsehen.
Außerhalb Asiens sicherte sich Sentai Filmworks die Rechte an einer Ausstrahlung der Serie im Simulcast und zeigt diese auf HiDive in Originalsprache mit englischen Untertiteln. In Südostasien zeigt der Streamingdienst Bilibili die Serie simultan zur Fernsehausstrahlung in Japan.

#### Synchronisation
| Rolle                  | Japanische Stimme (Seiyū)                                         |
| ---------------------- | ----------------------------------------------------------------- |
| Leonis Death Magnus    | Marina Inoue (nach Wiedergeburt) Daisuke Hirakawa (Dunkler König) |
| Riselia Ray Crystalia  | Yui Ishikawa                                                      |
| Regina Mercedes        | Aya Suzuki                                                        |
| Elphiné Phillet        | Hiromi Igarashi                                                   |
| Saykuya Sieglinde      | Honoka Kuroki                                                     |
| Sharoy Shadow Assassin | Arisa Nakada                                                      |
| Blackas Shadow Prince  | Tomofumi Ikezoe                                                   |